# Natàlia Borissenko
Natàlia Borissenko (ucraïnès: Наталія Сергіївна Борисенко)  (Brovari, 3 de desembre de 1975), de casada Natàlia Lukovitx (Наталія Лукович), és una jugadora d'handbol ucraïnesa, ja retirada, que va competir a cavall del segle XX i el segle xxi.
El 2004 va prendre part en els Jocs Olímpics d'Atenes, on guanyà la medalla de bronze en la competició d'handbol. En el seu palmarès també destaca una medalla de plata al campionat d'Europa d'handbol del 2000.
A nivell de clubs jugà al HC Spartak Kyiv, al RK Krim, amb qui guanyà la Copa d'Europa de 2003, i al Kometal Gjorče Petrov Skopje, amb qui va perdre la final de la Copa d'Europa del 2005.